# مریم ۸۵۴۷۱
سیارک ۸۵۴۷۱ (به انگلیسی: 85471 Maryam، نامگذاری:1997LD4) هشتاد و پنج هزار و چهارصد و هفتاد و یکمین سیارک کشف شده‌است که در ۴ ژوئن ۱۹۹۷ کشف شد.